# 사내중학교
사내중학교(史內中學校)는 대한민국 강원특별자치도 화천군 사내면 사창리에 있는 공립 중학교이다.

## 학교 연혁
- 1965년 12월 24일 : 사내중학교 인가(3학급)
- 1966년 1월 15일 : 사내중학교 제1학년 신입생 모집
- 1966년 3월 16일 : 초대 백기풍 교장 취임
- 1966년 4월 16일 : 사내중학교 개교식
- 1969년 2월 10일 : 제1회 졸업식(46명)
- 2000년 11월 3일 : 강원도교육청 지정 열린교육 시범학교 발표
- 2014년 10월 16일 : 강원 행복더하기 학교 지정
- 2024년 1월 5일 : 제56회 졸업식 31명(누계 5,387명)
- 2024년 3월 1일 : 박용식 교장 부임
- 2024년 3월 4일 : 입학 신입생 34명

## 참고 자료
- 사내중학교 - 한국교육학술정보원 학교알리미